# قره‌قان سدی
قره‌قان سدی (به لاتین: Qaraqan Sədi یا Qarağan Sədi) یک منطقه مسکونی در جمهوری آذربایجان است که در شهرستان آق‌داش واقع شده است.